# Атаманов, Николай Николаевич
Николай Николаевич Атаманов (1907—1973) — железнодорожник, Герой Социалистического Труда (1943).

## Биография
Родился в 1907 году на станции Арчеда (ныне — территория Волгоградской области). После окончания семи классов школы работал в паровозном депо, был учеником слесаря, затем стал помощником машиниста, машинистом на станции «Сталинград-1» Сталинградской железной дороги.
С ноября 1941 года Атаманов водил поезда с военными грузами на Московско-Окружной железной дороге, зачастую под авианалётами и бомбардировками. С февраля 1942 года работал на линии Сталинград-Качалино-Филоново. Во время Сталинградской битвы продолжал водить составы с военными грузами боевым частям. В одном из рейсов состав Атаманова был атакован вражеской авиацией, однако, то сбрасывая, то набирая скорость, он сумел не допустить не одного попадания бомбы. В конце июня 1942 года Атаманов попал под бомбёжку на станции «Качалино» и был тяжело ранен. После госпиталя он был назначен начальником депо станции Чир. За достаточно короткий срок ему удалось восстановить станцию и начать пропускать поезда.
Указом Президиума Верховного Совета СССР от 5 ноября 1943 года за «особые заслуги в обеспечении перевозок для фронта и народного хозяйства и выдающиеся достижения в восстановлении железнодорожного хозяйства в трудных условиях военного времени» Николай Атаманов был удостоен высокого звания Героя Социалистического Труда с вручением ордена Ленина и медали «Серп и Молот».
Позднее Атаманов продолжал работать машинистом пассажирских поездов на Сталинградской железной дороге. Участвовал в строительстве Сталинградской ГЭС. С 1962 года — на пенсии. Проживал в Волгограде. Умер в 1973 году.
Почётный железнодорожник. Был также награждён орденом Трудового Красного Знамени и рядом медалей.